# Jeremy Leggett
Jeremy Leggett (1954) je britský geolog, spisovatel, podnikatel a bývalý ekologický aktivista.
Vystudoval geologii a v 80. letech 20. století působil jako konzultant významných ropných firem. Později však spolupracoval s ekologickými organizacemi a v letech 1989 až 1996 byl vedoucím klimatické kampaně Greenpeace International.
Později se Leggett stal zakladatelem a výkonným ředitel největší britské nezávislé firmy v oblasti solární energetiky Solarcentury. V letech 2002 až 2006 byl členem britské vládní Rady pro obnovitelné zdroje energie (Renewables advisory board).

## Výběr z bibliografie
Leggett je autorem řady knih z oblasti energetiky a změny klimatu, z nichž v českém překladu v roce 1992 vyšlo Nebezpečí oteplování Země (Academia, ISBN 80-200-0452-1).
V angličtině vydal dále např.:
- 2005 – Half Gone: Oil, Gas, Hot Air and the Global Energy Crisis (v USA pod názvem The Empty Tank)
- 1999 – The Carbon War: Global Warming and the End of the Oil Era
- 1991 – Air Scare
- 1991 – Energy Gap
- 1991 – Waste War